# 黃金時段
黃金時段（英語：Prime time；和製英語：Golden time），或稱為黃金時間，為電視業界形容收視率最高的晚間時段用語。
由於黃金時間是大多數觀眾下班或放學之後可以在家收看電視的時段，因此這一時段播出的節目也會比較多樣化，包括新聞報道、首播的電視劇、綜藝節目或資訊節目等。黃金時段節目中途的廣告時段或節目冠名贊助的費用也高於其他時段。
同類詞語還有非晚間時段及全日。

## 定義
不同的地區對黃金時間的定義不同。
- 香港是19:00－23:00[1]（以20:00－22:30最曯目，亦是電視台之間的主要競爭時段）。
- 中國大陸是每日18:00－22:00，22:00－24:00稱為「後黃金時段」。
- 台灣是每日18:00－22:00[2]（當地電視晚間新聞時段為18:00－20:00）。
- 马来西亚是每日20:00－23:00（當地電視主要新聞時段為20:00至21:00）。
- 新加坡主要電視頻道的黃金時段為每日18:00－23:00[3]。
- 日本是19:00－22:00（19:00－23:00則稱為晚間時段）[4]。
- 美國（北美東部時區與太平洋標準時區）是星期一至六20:00－23:00及星期日19:00－23:00。
- 韓國是每日19:00－22:00。